# John Hervey Crozier
John Hervey Crozier (* 10. Februar 1812 in Knoxville, Tennessee; † 25. Oktober 1889 ebenda) war ein US-amerikanischer Politiker. Zwischen 1845 und 1849 vertrat er den Bundesstaat Tennessee im US-Repräsentantenhaus.

## Leben
John Crozier besuchte die öffentlichen Schulen seiner Heimat und studierte danach bis 1829 an der University of Tennessee in Knoxville. Nach einem anschließenden Jurastudium und seiner Zulassung als Rechtsanwalt begann er in Knoxville in seinem neuen Beruf zu arbeiten. Politisch war Crozier zunächst Mitglied der Whig Party. Zwischen 1837 und 1839 saß er als Abgeordneter im Repräsentantenhaus von Tennessee.
Bei den Kongresswahlen des Jahres 1844 wurde er im dritten Wahlbezirk von Tennessee in das US-Repräsentantenhaus in Washington, D.C. gewählt, wo er am 4. März 1845 die Nachfolge von Julius W. Blackwell antrat. Nach einer Wiederwahl im Jahr 1846 konnte er bis zum 3. März 1849 zwei Legislaturperioden im Kongress absolvieren. Diese waren von den Ereignissen des Mexikanisch-Amerikanischen Krieges geprägt. Seit 1847 leitete Crozier den Ausschuss zur Kontrolle der Ausgaben des Kriegsministeriums.
Nach seinem Ausscheiden aus dem US-Repräsentantenhaus praktizierte Crozier wieder als Anwalt in Knoxville. Nach der Auflösung der Whigs wurde er im Jahr 1856 Mitglied der Demokratischen Partei. Während des Bürgerkrieges unterstützte er die Konföderation. Im Jahr 1866 zog er sich in den Ruhestand zurück, in dem er sich mit literarischen Angelegenheiten und historischen Studien befasste. 1883 war er an der Wiederbelebung der East Tennessee Historical Society beteiligt, deren ursprünglicher Mitbegründer er im Jahr 1834 gewesen war. John Crozier starb am 25. Oktober 1889 in seiner Heimatstadt Knoxville. Mit seiner Frau Mary hatte er acht Kinder.